# Bob’s

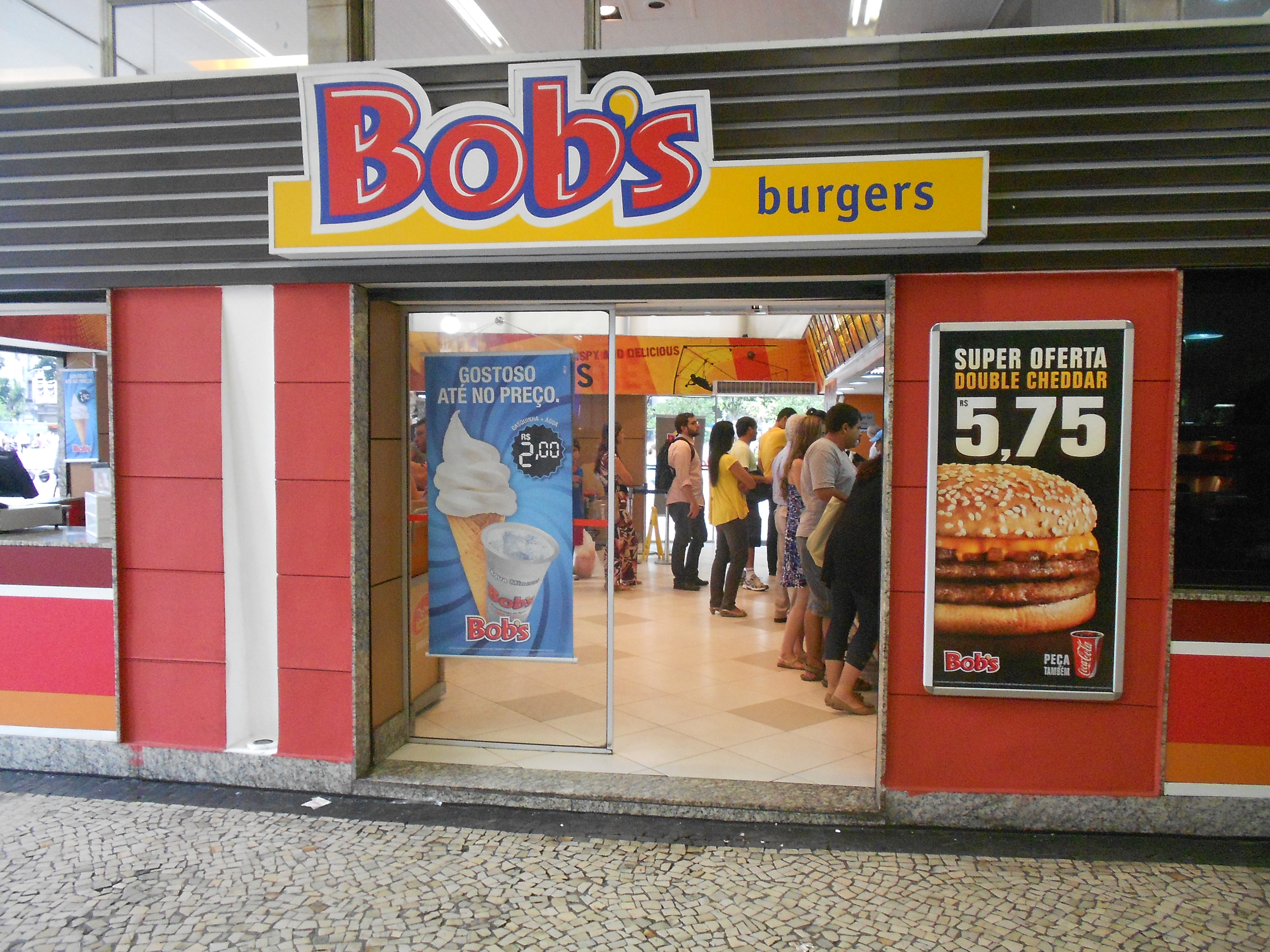
Bob’s-Filiale in Rio de Janeiro

Bob’s (Fluminense-Aussprache: [bɔβ(i)ʃ], brasilianische Aussprache: [bɔps], lusitanische Aussprache: [bɔβ(ɨ)ʃ]) ist eine brasilianische Fast-Food-Kette.

## Geschichte
Gegründet wurde Bob’s 1952 als erste brasilianische Fast-Food-Kette vom amerikanisch-brasilianischen Tennisspieler Robert Falkenburg, Wimbledon-Turniersieger im Jahr 1948. Das erste Geschäft wurde an der Copacabana in Rio de Janeiro eröffnet.
Falkenburg (auch bekannt als "Bob") war der erste, der das Fast-Food-Konzept in Brasilien einführte. Im Jahr 1984 startete Bob’s ein Franchise-System und eröffnete neue Geschäfte in Vitória, Espírito Santo. Seitdem expandiert Bob’s innerhalb Brasiliens und international. Heute gibt es in Brasilien über 1100 Geschäfte, von denen etwa 320 Franchise-Unternehmen sind. Es gibt auch einige Geschäfte in Portugal (Carcavelos, Algés und Bragança) sowie in Chile und Angola.
Im Jahr 2007 vereinbarte man gemeinsam mit Yum! Brands in Brasilien Standorte von Kentucky Fried Chicken zu eröffnen. Zwei Jahre später eröffneten beide Unternehmen auch Pizza-Hut-Läden. Im gleichen Jahr erwarb Bob’s die Hot-Dog-Fastfoodkette Doggis. 2012 erwarb man das Unternehmen Yoggi’s, das u. a. Frozen Yogurt verkauft.
Inzwischen besitzt Bob’s auch Filialen in Chile und Angola.